# Polytrichum helveticum
Polytrichum helveticum là một loài Rêu trong họ Polytrichaceae. Loài này được (Lam. & DC.) Schleich. ex Sw. miêu tả khoa học đầu tiên năm 1829.